# Лолаева, Ариана
Ариа́на Лола́ева (осет. Лолаты Арианæ; род. 11 февраля 1998, Владикавказ, Северная Осетия, Россия) — осетинская русскоязычная комедиантка, стендап-комик и ведущая. Участвовала в проектах «Comedy Баттл» на телеканале ТНТ и «Стендап Андеграунд» на СТС. Ранее была комиком Stand Up Club #1, с 2022 года состоит в объединении Comigration. Известна по шоу «Разгоны», «Дебаты», «Самый умный комик» и своему авторскому проекту «Великие леди». Дополнительную узнаваемость приобрела после интервью Юрию Дудю, которое вышло 11 ноября 2024 года.

## Биография

### Ранние годы
Ариана Лолаева родилась 11 февраля 1998 года во Владикавказе, столице Северной Осетии. В некоторых источниках в качестве даты её рождения ошибочно указано 1 января. Девушка упоминается в юридических документах как «Лолаева Ариана Аслановна». Её мать работает врачом-стоматологом, а с отцом девушка никогда не общалась, однако она виделась с его сыном, то есть своим сводным братом.
Ариана считает осетинские корни важной частью своей идентичности. О родном городе у девушки тёплые воспоминания, потому что она чувствовала приятную принадлежность к общности. В интервью Дудю Ариана описала это так: «Все бабушки у подъезда — твои бабушки». В то же время она боялась, что никогда не выедет за пределы Владикавказа.
Когда случился теракт в Беслане 1 сентября 2004 года, Ариане было шесть лет. Она пошла в первый класс, но из-за известий о захвате заложников школьную линейку прервали, чтобы дети сразу же поехали домой. В этой трагедии погибла двоюродная сестра девушки. По её словам, в каждой семье теракт воспринимался очень тяжело — независимо от того, был ли кто-то из родных заложником в Школе № 1.
В Москву Ариана перебралась в 17 лет, поступив в Российский экономический университет имени Г. В. Плеханова. Родственники хотели, чтобы девушка продолжила жить в родном городе и стала врачом, но саму её такая судьба не привлекала. Стремление Арианы построить карьеру вне Владикавказа в семье поддерживала только мать, по предположению девушки, причина была в том, что она понимала чувства дочери, так как сама когда-то хотела переехать.

### Студенчество
Столица сначала удивила Ариану: её поражало, что на улицах девушки могут открыто курить, а парочки — свободно целоваться. Тогда она не столкнулась с серьёзной нетерпимостью из-за осетинского происхождения, но встречала некоторые предрассудки, например, новые знакомые спрашивали, как она получила визу в Россию. В студенческие годы девушка начала играть в КВН, но вскоре поняла, что этот формат ей не подходит.

### Скандал из-за шутки про осетинский пирог
В 2020 году Ариана выступала вместе с её коллегой Александром Ни на шоу Roast Battle, посвящённом чёрному юмору и шуткам в стиле «Прожарки». Тогда комик произнёс со сцены фразу: «У Арианы между ног осетинский пирог». Записанный на видео фрагмент с этими словами распространился в соцсетях 9 октября 2021 года, в частности, его опубликовал инстаграм-аккаунт с ником pozor_ossetia. Шутка возмутила соотечественников девушки, потому что для их народа традиционный осетинский пирог имеет сакральное значение и используется в обряде «три пирога», которые олицетворяют Бога, Солнце и землю. В этот же день Ариана и Ни опубликовали первые видео с извинениями. Эти ролики вызвали новый шквал критики, девушка стала жертвой травли. Второй раз комики попросили прощения в своих инстаграм-аккаунтах 12 октября. На записях они сообщили, что из-за шутки про осетинский пирог лишились работы. Ариана рассказала, что после «серьёзного» разговора «осознала весь масштаб трагедии», во время съёмки видео она плакала. По словам комика Дениса Чужого, девушке продолжили писать оскорбления и угрожать физической расправой.
Позже Ариана рассказала, что в тот период ей пришлось временно скрыть аккаунты в соцсетях и уехать в Подмосковье. До девушки доходила информация о том, что комиков разыскивают в стендап-клубах, ей звонил неизвестный, который показался Ариане бандитом и угрожал ей тем, что «найдёт, побреет, разденет догола, обольёт краской и выбросит в мусорку». Травля обернулась тем, что девушка чувствовала, что она больше недостойна быть осетинкой и, кроме того, виновата перед комиками, потому что не соблюла какую‑то цеховую солидарность, извинившись за шутку после недавней кампании в поддержку Идрака Мерзализаде. По мнению Арианы, у этой истории мог бы быть другой исход, если бы первый человек, которого задело это выступление, написал ей и не распространял шутку дальше.

### Эмиграция
Ариана иммигрировала в Тбилиси в марте 2022 года из-за начала полномасштабной войны между Россией и Украиной. В интервью «Вёрстке» она призналась, что главной причиной переезда стала подпись девушки под антивоенным письмом комиков. На следующий день после его опубликования появились слухи о том, что правоохранительные органы готовят дела против подписантов, коллегам Арианы и ей самой начали поступать звонки с манипуляциями и запугиваниями. По словам девушки, ей было важно иметь возможность высказываться открыто, поэтому Ариана приняла решение покинуть страну.
Как и другие российские комики, в Грузии она столкнулась с частыми отказами в выступлениях от местных баров. Тогда девушка приняла участие в проекте «Villa.Stage», в рамках которого она и её коллеги выступали и жили в большом загородном доме, а часть заработанных средств с каждого мероприятия отправляли в фонды помощи беженцам из Украины. В то же время они организовывали открытые микрофоны в Тбилиси, в том числе на английском языке, на которые приходило значительно больше зрителей. Позже «Villa.Stage» закрылась как крайне неуспешный проект, а через некоторое время Ариана стала одной из основных резидентов Bukhari Stand-up Club.
По словам девушки, она не хочет, чтобы связь между оставшимися в России и уехавшими комиками была разорвана. Уже в эмиграции Ариана выступила по видеосвязи на разогреве у своей подруги Веры Котельниковой в петербургском клубе. В будущем она хотела бы снова оказаться на родине и заняться чем‑то, кроме стендапа. Девушка допускает, что это может быть кино или музыка.
19 июля 2022 года её оштрафовали на 50 тысяч рублей по статье о «дискредитации» армии из-за антивоенных постов Арианы в телеграм-канале «Кресло-качалка» и на странице в Инстаграме. Девушка не признала своей вины, подала апелляционную жалобу и впоследствии дошла до Пятого кассационного суда, но 26 апреля 2023 судья Ильдар Нафиков оставил её приговор в силе.
11 ноября 2024 года Ариана дала интервью Юрию Дудю. В основной части выпуска она рассказала о своём творчестве, детстве, последствиях шутки Александра Ни про осетинский пирог и трудностях жизни в эмиграции. Съёмки были приостановлены из-за гибели Никиты Комарова, возлюбленного девушки. Последняя часть видео посвящена тому, как она переживает эту утрату. Разговор Дудя с Арианой происходил в Барселоне и в окрестностях горы Монтсеррат.
В январе 2025 года она переехала в Белград. По словам девушки, первые пару недель она провела в апатии, но позже привыкла к жизни в новой стране. Ариана посчитала жителей Сербии очень добродушными и сказала, что общение с ними помогло ей самой стать более открытой.

## Карьера

### «Открытый микрофон» иStand Up Club #1
В 2017 году девушка приняла участие в шоу «Открытый микрофон», но ни один из комиков не взял её к себе в команду.
На сцене Stand Up Club #1 Ариана начала появляться в 2017 году, участвуя в «Gong Show», где самый смешной комик вечера получал денежный приз. Впоследствии Лолаева стала одним из основных резидентов клуба. Девушка принимала участие в различных шоу проекта, например, «Разгоны», «Шоу Историй», «Женский взгляд», «Книжный клуб». 20 января 2020 года на Youtube вышло новое шоу от Stand Up Club #1 — «Самый умный комик». Ариана одержала победу в первом выпуске, в котором также приняли участие Сергей Орлов, Саша Малой и Василий Медведев.

### Телепроекты
В восьмом сезоне шоу «Comedy Баттл», выходившем в 2018 году на ТНТ, девушка добралась до полуфинала, где попала в комнату ожидания, но в финал в итоге не прошла. В 2019 году Ариана приняла участие в проекте «22 комика» на телеканале ТНТ4. В том же году Лолаева присоединилась к шоу Сергея Светлакова и Александра Незлобина «Стендап Андеграунд» на СТС.

### Comigration, сольный концерт и «Великие леди»
В 2022 году, переехав в Грузию, Ариана занялась организацией открытых микрофонов в Тбилиси, затем вместе с коллегами-комиками Ильёй Овечкиным и Гошей Сморгуленко создала объединение Comigration. Она была соавтором шоу «А что случилось?» Саши Капади на ютуб-канале Навальный Live.
15 октября 2023 года вышел первый сольный стендап-концерт девушки под названием «Комикиса». В нём она шутила о своём детстве, о женщинах и мужчинах, об отношениях, о жизни на Кавказе и о скандале, связанном с осетинским пирогом: «Года полтора назад меня сильно хотели убить из-за шутки. Сказанной не мной, но про меня. Поэтому это было из благородных целей».
Шоу Арианы «Великие леди» про женщин, изменивших мир, сначала выходило на ютуб-канале «Разговорный жанр», на котором также выкладывались проекты Саши Капади и «Обзор пропаганды» Антона Пикули. Один выпуск транслировался в прямом эфире, в нём Ариана рассказала о Клеопатре Илье Овечкину и Диме Колыбелкину, своим соведущим на канале Comigration. Позже девушка начала сотрудничество с «VotVot» и при поддержке платформы сняла обновлённую версию шоу, в каждой серии которого Ариана перевоплощается в героиню и рассказывает о её жизни и достижениях. Первый эпизод был посвящён писательнице Джейн Остин.

## Личная жизнь
Первые отношения Арианы начались в 20 лет. До этого она считала, что никому не нравится, и не общалась с объектами влюблённости. Кроме того, с подростковых лет комедиантку, по её словам, «страшно бесил» опыт подруг, которых парни контролировали и воспринимали как свою собственность. Помимо этого, в Осетии она избегала отношений, потому что «боялась, что связь или общение с каким‑то мальчиком будет воспринято искажённо обществом и принесёт осуждение». По словам Арианы, это частый страх девочек с Кавказа, потому что «мужское слово там считается сильнее женского, и парень может разрушить чью-то жизнь — от него зависит твоя репутация».

### Отношения с Никитой Комаровым
В 2023 году в Тбилиси она познакомилась с Никитой Комаровым, эмигрантом из Петербурга. Зная его через друга, Ариана обратилась к нему как к организатору общественного пространства «Sative». Затем между ними постепенно завязались отношения. Девушка рассказала об этом в интервью Дудю и описала сближении с молодым человеком так:
Не вспышка, не бум с первого раза. Поступательное, аккуратное, где‑то робкое движение: как будто ты не замечаешь, как идешь в горку, а потом обнаруживаешь себя на какой‑то вершине — так получилось с этими чувствами.
Однако вскоре с Никитой Комаровым произошёл несчастный случай. 9 августа 2024 года он одолжил у друга мопед, временно отдав тому свою машину. В этот же вечер молодой человек попал в аварию с участием автобуса. Две недели Никита Комаров находился в искусственной коме, после трёх операций пошел на поправку. Его близкие, в том числе Ариана, собирали деньги на лечение и планировали реабилитацию. Молодой человек вышел из комы, ему становилось лучше, друзья уже ожидали скорую выписку. Однако 29 сентября состояние Никиты Комарова резко ухудшилось: его дважды реанимировали, у него останавливалось сердце. На следующий день утром молодой человек скончался в возрасте 33 лет.